# Landkreis Kronach
Der Landkreis Kronach ist der nördlichste Landkreis des Regierungsbezirks Oberfranken in Bayern. Der Landkreis ist Mitglied der Metropolregion Nürnberg und der Planungsregion Oberfranken-West.

## Geographie

### Lage
Das Kreisgebiet hat hauptsächlich Anteil am Frankenwald, der mit Höhen bis zu 700 m den Norden, Osten und Südosten des Kreisgebiets bedeckt. Tettau, Steinbach am Wald und Ludwigsstadt liegen am Rennsteig. Im Südwesten liegt das Obermainische Hügelland mit Höhen zwischen 200 und 500 m unter anderem mit der Kreisstadt Kronach. Sie wird von der Rodach, auch Zahme Rodach genannt, sowie deren Quellfluss Wilde Rodach durchflossen. Die Rodach entspringt im Nordosten des Kreises, fließt dann in südwestlicher Richtung und mündet außerhalb des Kreises in den Main. In Kronach nimmt sie die von Norden kommende Haßlach auf.

### Nachbarkreise
Der Landkreis grenzt im Uhrzeigersinn im Westen beginnend an die Landkreise Sonneberg, Saalfeld-Rudolstadt und Saale-Orla-Kreis (alle in Thüringen) sowie an die Landkreise Hof, Kulmbach, Lichtenfels und Coburg.
Die nächstgelegenen Oberzentren sind Hof (Saale) östlich und Coburg westlich.

## Geschichte

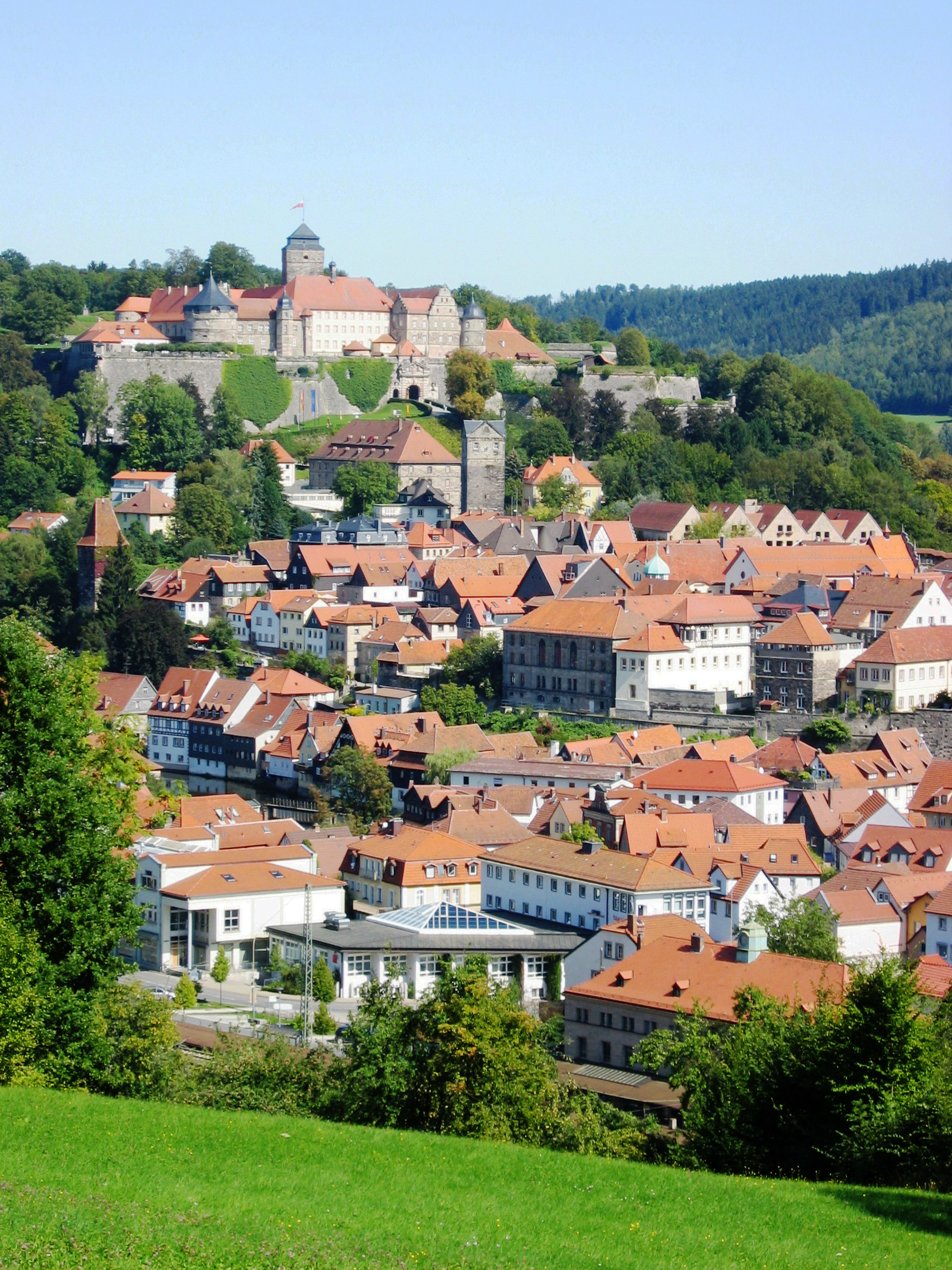
Die Kreisstadt Kronach mit ihrer Festung Rosenberg

### Landgerichte
Das Gebiet des heutigen Landkreises Kronach gehörte vor 1800 überwiegend zum Hochstift Bamberg. 1802 kam es zu Bayern. 1804 wurden die Landgerichte Kronach, Lauenstein und Teuschnitz gebildet, die zum Mainkreis, ab 1817 zum Obermainkreis, ab 1838 zu Oberfranken gehörten. 1837 wurde der Sitz des Landgerichts Lauenstein nach Ludwigsstadt und des Landgerichts Teuschnitz nach Nordhalben verlegt.

### Bezirksamt
Im Jahr 1862 wurden beide Landgerichte als Verwaltungsbehörde zum Bezirksamt Teuschnitz vereinigt. Gleichzeitig entstand aus dem Landgericht Kronach das Bezirksamt Kronach.
Am 1. Januar 1880 wurde das Bezirksamt Teuschnitz aufgelöst, seine Gemeinden wurden dem Bezirksamt Kronach angegliedert. Zudem erhielt dieses Gemeinden des Bezirksamtes Stadtsteinach.
Bereits 1888 wurde das Bezirksamt Teuschnitz wegen der schlechten Verkehrsverbindung nach Kronach erneut eingerichtet. Am 1. Juni 1931 wurde es endgültig aufgelöst. Seine Gemeinden kamen mit zwei Ausnahmen zum Bezirksamt Kronach.
Am 1. Januar 1927 wurde das Bezirksamt Kronach um die Gemeinden Hain und Wildenberg des Bezirksamtes Lichtenfels vergrößert.

### Landkreis
Am 1. Januar 1939 wurde wie überall im Deutschen Reich die Bezeichnung Landkreis eingeführt. So wurde aus dem Bezirksamt der Landkreis Kronach.
In der Zeit der deutschen Teilung war das Kreisgebiet nach Norden, Westen und Osten durch die Grenzanlagen der Deutschen Demokratischen Republik abgeschlossen. Orte wie Welitsch, Nordhalben oder Burggrub lagen dicht an der Grenze; die Grenzanlagen sind teilweise noch erkennbar (insbesondere in Welitsch bei Pressig).
Bei der Gebietsreform in Bayern wurde der Landkreis Kronach am 1. Juli 1972 um die Gemeinden Hofsteinach, Horb an der Steinach und Leutendorf b. Coburg des Landkreises Coburg vergrößert. Ebenfalls neu zum Landkreis kamen die Gemeinde Burkersdorf aus dem Landkreis Lichtenfels sowie die Marktgemeinde Seibelsdorf aus dem aufgelösten Landkreis Stadtsteinach, die sich mit vier anderen Gemeinden zum Markt Marktrodach zusammenschloss. Der Landkreis gab die Gemeinde Unterlangenstadt an den Landkreis Lichtenfels ab sowie die Gemeinde Dürrenwaid an den Landkreis Hof, die dort nach Geroldsgrün eingemeindet wurde.
Im März 1976 wurde das letzte bewohnte Gebäude des Gemeindeteils Kleinlichtenhain der Gemeinde Lichtenhain bei Gräfenthal im Kreis Neuhaus am Rennweg, Bezirk Suhl, Deutsche Demokratische Republik in die Gemeinde Kleintettau des Landkreises Kronach eingegliedert.
Am 1. Juli 1976 trat der Landkreis Kulmbach die Gemeinde Gössersdorf, die nach Weißenbrunn eingemeindet wurde, an den Landkreis Kronach ab. Am 1. Mai 1978 wurde der Gemeindeteil Mödlitz der Gemeinde Weidhausen bei Coburg in die Gemeinde Schneckenlohe des Landkreises Kronach umgegliedert. Der Landkreis Kronach erreichte damit seine heutige Ausdehnung.

### Bevölkerung und Religion

Bevölkerungsentwicklung des Landkreises Kronach seit 1840

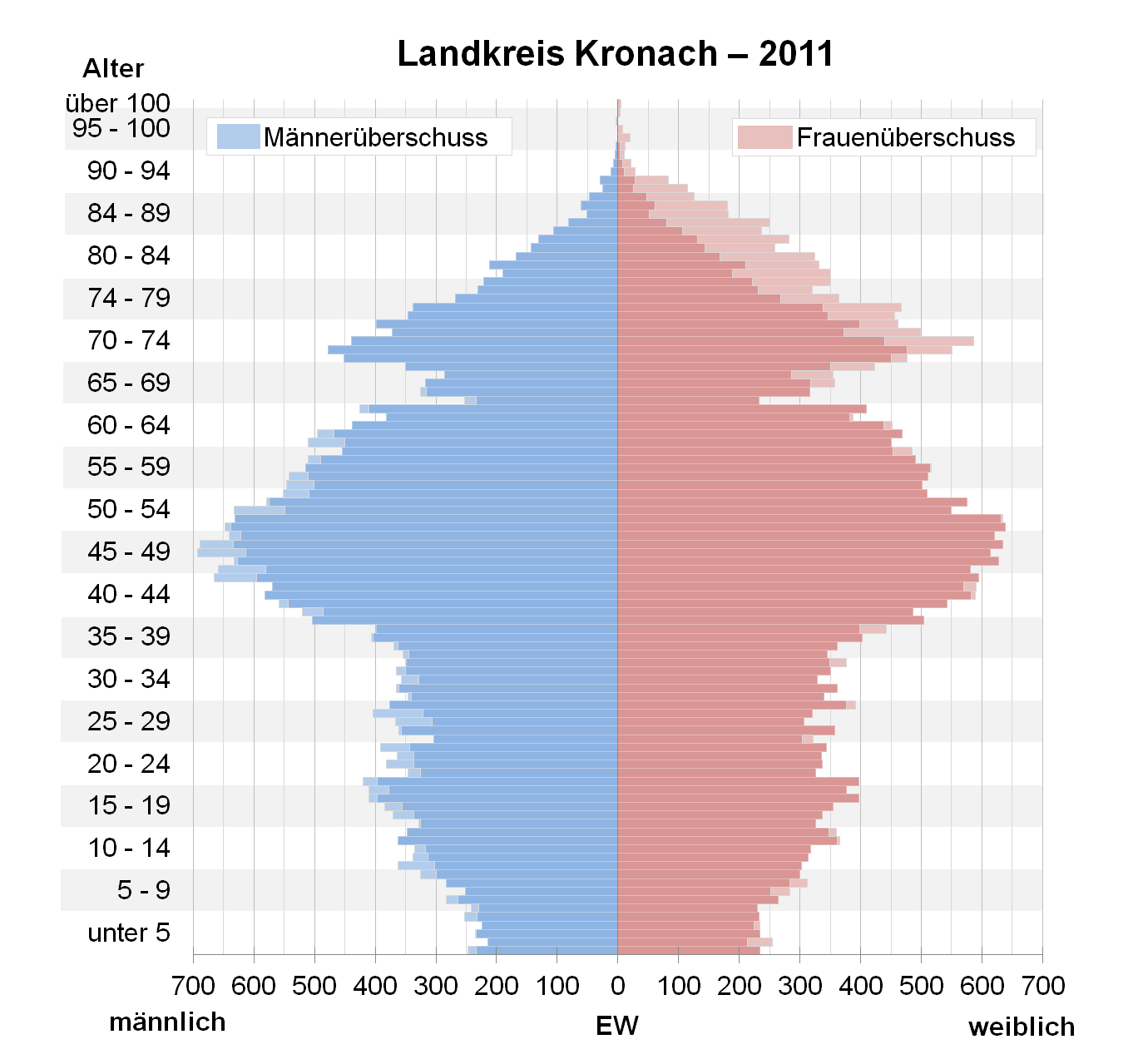
Bevölkerungspyramide für den Kreis Kronach (Datenquelle: Zensus 2011.)

In den Jahren nach dem Zweiten Weltkrieg wuchs die Bevölkerung des Landkreises Kronach stark an (siehe Graphik). Während 1939 lediglich 62.500 Einwohner gezählt wurden, waren es 1950 etwa 82.000. Seit den 1970er Jahren geht die Einwohnerzahl wieder zurück. Aktuell (Stand 31. Dezember 2021) leben gut 66.000 Menschen im Landkreis.
Laut Zensus 2011 gehörten rund 56 % der Bevölkerung der römisch-katholischen und 33 % der evangelisch-lutherischen Konfession an. Kronach, Stockheim, Wilhelmsthal, Steinwiesen, Wallenfels, Pressig, Steinbach am Wald, Nordhalben, Teuschnitz, Tschirn und Reichenbach sind mehrheitlich katholisch, Küps, Mitwitz, Schneckenlohe, Weißenbrunn, Marktrodach, Ludwigsstadt und Tettau mehrheitlich evangelisch. Der Ausländeranteil ist mit 4 % verhältnismäßig niedrig.

### Einwohnerentwicklung
Von 1988 bis 2008 verlor der Landkreis Kronach über 3000 bzw. 4 % seiner Einwohner.
Im Zeitraum von 1988 bis 2018 sank die Einwohnerzahl des Landkreises von 74.658 auf 67.135 um 7.523 bzw. um 10,1 %. 16 von 18 Gemeinden hatten 2018 bis zu 30 % weniger Einwohner als noch 30 Jahre zuvor.
Die nachfolgenden Zahlen beziehen sich auf den Gebietsstand vom 25. Mai 1987.
| Bevölkerungsentwicklung | Bevölkerungsentwicklung | Bevölkerungsentwicklung | Bevölkerungsentwicklung | Bevölkerungsentwicklung | Bevölkerungsentwicklung | Bevölkerungsentwicklung | Bevölkerungsentwicklung | Bevölkerungsentwicklung | Bevölkerungsentwicklung | Bevölkerungsentwicklung | Bevölkerungsentwicklung | Bevölkerungsentwicklung | Bevölkerungsentwicklung | Bevölkerungsentwicklung |
| ----------------------- | ----------------------- | ----------------------- | ----------------------- | ----------------------- | ----------------------- | ----------------------- | ----------------------- | ----------------------- | ----------------------- | ----------------------- | ----------------------- | ----------------------- | ----------------------- | ----------------------- |
| Jahr                    | 1840                    | 1900                    | 1939                    | 1950                    | 1961                    | 1970                    | 1987                    | 1991                    | 1995                    | 2000                    | 2005                    | 2010                    | 2015                    | 2020                    |
| Einwohner               | 40.458                  | 49.409                  | 62.511                  | 82.002                  | 79.501                  | 80.716                  | 75.353                  | 76.776                  | 76.961                  | 75.591                  | 73.678                  | 70.106                  | 67.916                  | 66.355                  |

## Politik

### Kreistag
Das Ergebnis der Kreistagswahl am 15. März 2020 zeigen die Diagramme:
| Kreistagswahl 2020Wahlbeteiligung: 65,6 % (+1,0 %) %403020100 37,319,716,98,48,25,24,3n. k. CSUSPDFWJUGrüneAfDFLgFDPGewinne und Verlusteim Vergleich zu 2014 %p 10 8 6 4 2 0 −2 −4 −6 −8−5,3−7,5−1,8+8,4+3,2+5,2−0,9−1,3CSUSPDFWJUGrüneAfDFLFDPAnmerkungen:g Frauenliste | Sitzverteilung im Kreistag Kronsch seit 2020Insgesamt 50 Sitze - SPD: 10 - Grüne: 4 - FL: 2 - FW: 8 - CSU: 19 - JU: 4 - AfD: 3 |

| Parteien und Wählergemeinschaften | Parteien und Wählergemeinschaften  | 2020   | 2020   | 2014   | 2014   | 2008   | 2008   | 2002   | 2002   | 1996   | 1996   |
| Parteien und Wählergemeinschaften | Parteien und Wählergemeinschaften  | %      | Sitze  | %      | Sitze  | %      | Sitze  | %      | Sitze  | %      | Sitze  |
| --------------------------------- | ---------------------------------- | ------ | ------ | ------ | ------ | ------ | ------ | ------ | ------ | ------ | ------ |
| CSU                               | Christlich-Soziale Union in Bayern | 37,3   | 19     | 42,6   | 21     | 42,3   | 26     | 46,3   | 29     | 45,1   | 28     |
| SPD                               | SPD Bayern                         | 19,7   | 10     | 27,2   | 14     | 31,4   | 19     | 34,8   | 21     | 38,9   | 24     |
| FW                                | Freie Wähler Bayern                | 16,9   | 08     | 18,7   | 09     | 16,5   | 10     | 11,8   | 07     | 0–     | 0–     |
| JU                                | Junge Union                        | 8,4    | 04     | 0–     | 0–     | 0–     | 0–     | 0–     | 0–     | 0–     | 0–     |
| Grüne                             | Grüne Bayern                       | 8,2    | 04     | 5,0    | 02     | 3,5    | 02     | 3,0    | 01     | 3,9    | 02     |
| AfD                               | AfD Bayern                         | 5,2    | 03     | 0–     | 0–     | 0–     | 0–     | 0–     | 0–     | 0–     | 0–     |
| FL                                | Frauenliste                        | 4,3    | 02     | 5,2    | 03     | 5,2    | 03     | 4,1    | 02     | 3,4    | 02     |
| FDP                               | FDP Bayern                         | 0–     | 0–     | 1,3    | 01     | 0–     | 0–     | 0–     | 0–     | 0–     | 0–     |
| PW                                | Parteifreie Wählergemeinschaft     | 0–     | 0–     | 0–     | 0–     | 0–     | 0–     | 0–     | 0–     | 7,9    | 04     |
| gesamt                            | gesamt                             | 100,0  | 50     | 100,0  | 50     | 98,9   | 60     | 100,0  | 60     | 99,2   | 60     |
| Wahlbeteiligung                   | Wahlbeteiligung                    | 65,6 % | 65,6 % | 64,6 % | 64,6 % | 68,3 % | 68,3 % | 73,0 % | 73,0 % | 80,3 % | 80,3 % |

### Bezirksamtmänner/-oberamtmänner (bis 1938), Landräte ab 1939
- 1897–1925 Jakob Degen
- 1926–1928 Eduard Harth
- 1929–1931 Johann Mang
- 1931–1941 Lorenz Teufel
- 1941–1944 Reinhard Höllfritsch
- 1945–1946 Carl Pfretzschner
- 1946–1948 Hans Pabstmann (CSU)
- 1948–1949 Emil Sieg
- 1950–1952 Gottfried Witzgall
- 1952–1972 Edgar Emmert
- 1972–1989 Heinz Köhler (SPD)
- 1989–1998 Werner Schnappauf (CSU)
- 1998–2016 Oswald Marr (SPD)
- seit 2016   Klaus Löffler (CSU)

### Wappen und Flagge
Der Landkreis Kronach erhielt am 11. April 1957 die Genehmigung des Bayerischen Staatsministerium des Innern, das nachstehend beschriebene Wappen zu führen. Die Fortführung des Wappens genehmigte die Regierung von Oberfranken am 5. Juni 1973. Des Weiteren hat der Kreistag des Landkreises Kronach in seiner Sitzung am 24. Juli 1978 beschlossen, die nachfolgend beschriebene Flagge zu führen. Die Genehmigung der Regierung von Oberfranken dazu erfolgte am 7. November 1978.
| Wappen des Landkreises Kronach | Blasonierung: „Gespalten durch eine gesenkte, aufsteigende und eingeschweifte blaue Spitze, darin ein goldenes Wasserrad; vorne in Gold ein mit einem silbernen Schrägbalken überdeckter linksgewendeter, rot bewehrter schwarzer Löwe, hinten in mit roten Herzen bestreutem goldenen Feld ein rot gekrönter und rot bewehrter schwarzer Löwe.“ |
| Wappen des Landkreises Kronach | Wappenbegründung: Der Landkreis Kronach hat sich im Zuge der Kreisgebietsreform von 1972 nur unwesentlich verändert. Der Kreistag hat deshalb beschlossen, das Wappen des Alt-Landkreises Kronach von 1957 unverändert anzunehmen. In der vorderen Schildhälfte steht der Bamberger Löwe. Das Land um Kronach kam 1122 durch Schenkung an das Bistum Bamberg, bei dem es bis zum Ende des Alten Reichs 1803 blieb. In der hinteren Schildhälfte steht der Löwe der Grafen von Orlamünde, die bis zu ihrem Aussterben im 15. Jahrhundert vor allem im nördlichen Kreisgebiet um Lauenstein als Herrschaftsinhaber belegt sind. Das Wasserrad stellt den Wasser- und Holzreichtum des Kreisgebiets dar. Die Farben der Spitze sind dem Wappen des einstigen Klosters Langheim entnommen, das bis 1388 das „Eigen Teuschnitz“ besaß. |

Flaggenbeschreibung„Der Landkreis Kronach führt künftig eine eigene Landkreisfahne, und zwar eine Streifenfahne in den Farben Gelb und Blau mit aufgelegtem Landkreiswappen.“
Auch wenn der Text hier wiederholt das Wort „Fahne“ benutzt, handelt es sich definitionsgemäß um eine Flagge.

### Patenschaft
- 1961 wurde die Patenschaft für die vertriebenen Sudetendeutschen aus dem Landkreis Podersam übernommen.

## Wirtschaft und Infrastruktur
Im Zukunftsatlas 2016 belegte der Landkreis Platz 359 von 402 Landkreisen, Kommunalverbänden und kreisfreien Städten in Deutschland und zählt damit zu den Regionen mit „Zukunftsrisiken“. Laut der Studie bietet er damit von allen Landkreisen in Bayern die schlechtesten Zukunftsperspektiven.

### Ansässige Unternehmen
- Loewe Technologies, Hauptsitz (Unterhaltungs- und Telekommunikation)
- Dr. Schneider Unternehmensgruppe (Automobilzulieferer)
- Carl Link Verlag
- Confiserie Burg Lauenstein GmbH
- Lear Corporation GmbH & Co. KG (Automobilzulieferer)
- Heinz-Glas GmbH in Kleintettau bei Tettau
- Wiegand-Glas in Steinbach am Wald
- Julius Zöllner GmbH & Co. KG
- PPG Industries in Wallenfels
- Valeo (Automobilzulieferer) in Neuses

### Verkehr

#### Eisenbahn
Der Hauptort Kronach erhielt 1861 durch die im Maintal von der Ludwigs-Süd-Nord-Bahn abzweigende Hochstadt-Stockheimer Eisenbahn den ersten Anschluss an das Schienennetz. Die 1863 bis Stockheim verlängerte Bahn wurde 1885 durch die Bayerische Staatsbahn über die Grenze nach Thüringen weitergeführt. In Ludwigsstadt ging zur gleichen Zeit eine Stichbahn zu den Schieferbrüchen von Lehesten ab.

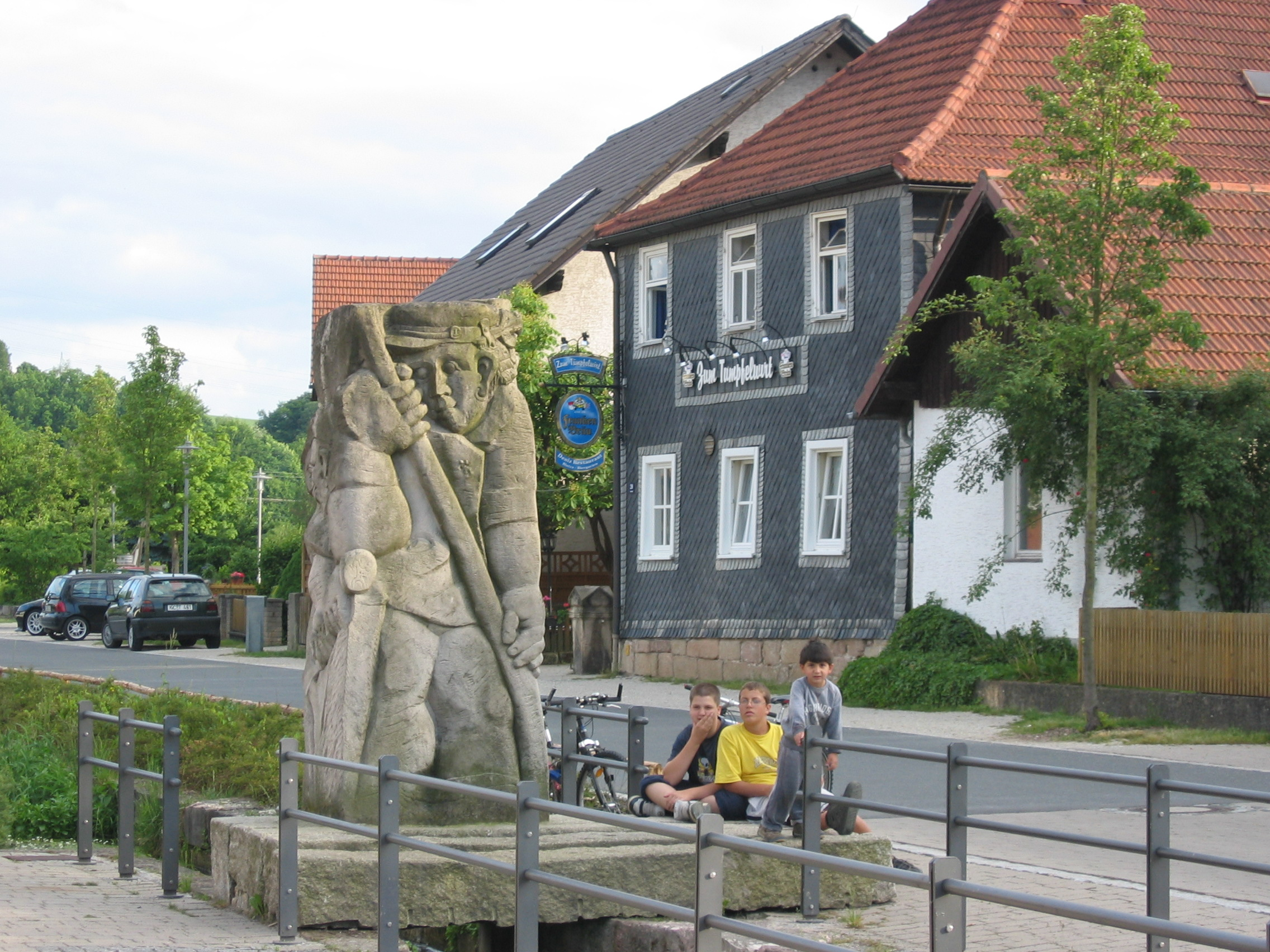
Der Flößerbrunnen in Neuses

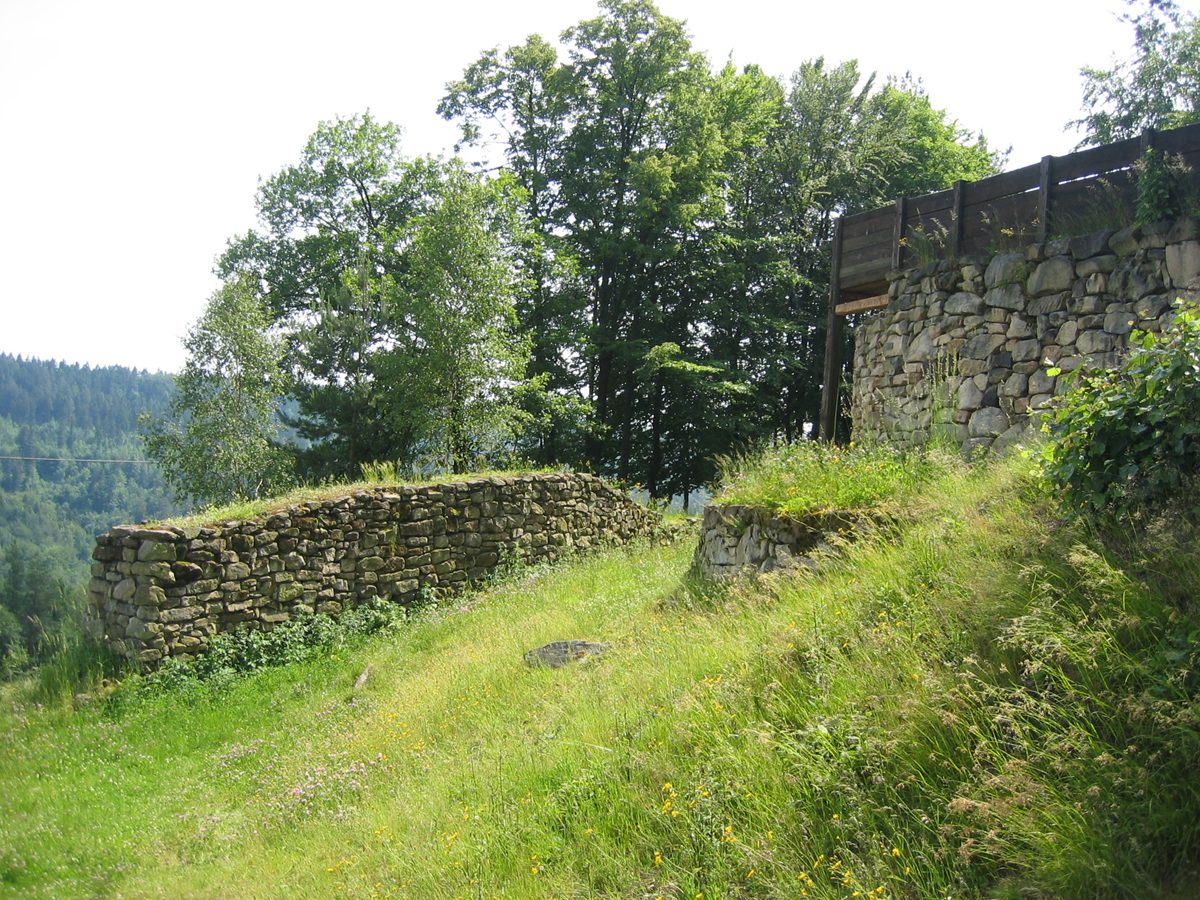
Die Heunischenburg bei Gehülz

Erst nach der Jahrhundertwende entstanden folgende Zweigbahnen:
- 1900 von Kronach im Rodachtal aufwärts nach Nordhalben (Rodachtalbahn),
- 1901 von Stockheim über Burggrub nach Sonneberg (Bahnstrecke Stockheim–Sonneberg der Preußischen Staatsbahn)
- 1903 von Pressig – Rothenkirchen nach Tettau, teilweise auf thüringischem Gebiet und
- 1916 von Neuses nach Weißenbrunn, zunächst nur für den Güterverkehr.

Im Steinachtal erhielten einige Gemeinden Anschluss an die erst 1920 durch die Deutsche Reichsbahn vollendete Nebenbahn Ebersdorf – Neustadt bei Coburg.
Auf sämtlichen Nebenbahnen (62 km) wurde der Personenverkehr nach und nach in den Jahren 1945, 1952/1954 und 1972–1976 stillgelegt:
- 1945: Ludwigsstadt – Lehesten (4 km) und Neuhaus – Schierschnitz – Burggrub (1 km)
- 1952: Pressig – Rothenkirchen – Alexanderhütte – Tettau (13 km)
- 1954: Neuses – Weißenbrunn (5 km)
- 1972: Burggrub – Stockheim (4 km)
- 1975: Ebersdorf – Mödlitz – Hof-Steinach – Neustadt (10 km)
- 1976: Kronach – Wallenfels – Nordhalben (25 km)

Damit verblieb nur der kleinere Teil des ursprünglichen Netzes von 107 Kilometern Länge erhalten.

#### Öffentlicher Nahverkehr
Der öffentliche Personennahverkehr im Landkreis Kronach wird überwiegend von der Omnibusverkehr Franken GmbH (OVF) abgewickelt. In der Stadt Kronach existiert zusätzlich ein Stadtbusnetz mit 3 Linien.

#### Verkehrsverbund
Zum 1. Januar 2024 trat der Landkreis Kronach zusammen mit den Landkreisen Coburg, Hof, Kulmbach, Tirschenreuth, Wunsiedel und den kreisfreien Städten Coburg und Hof (Saale) dem VGN bei.

#### Straßen
- Bundesstraße 85
- Bundesstraße 89
- Bundesstraße 173
- Bundesstraße 303

## Gemeinden
(Einwohner am 31. Dezember 2024)
| Städte 1. Kronach (16.616) 2. Ludwigsstadt (3068) 3. Teuschnitz (1847) 4. Wallenfels (2432) Märkte 1. Küps (7697) 2. Marktrodach (3554) 3. Mitwitz (2797) 4. Nordhalben (1526) 5. Pressig (3843) 6. Steinwiesen (3297) 7. Tettau (1902) Gemeindefreie Gebiete (20,86 km²) 1. Birnbaum (8,15 km²) 2. Langenbacher Forst (12,71 km²) | Weitere Gemeinden 1. Reichenbach (656) 2. Schneckenlohe (948) 3. Steinbach a.Wald (3047) 4. Stockheim (4723) 5. Tschirn (504) 6. Weißenbrunn (2698) 7. Wilhelmsthal (3390) Verwaltungsgemeinschaften 1. Mitwitz mit den Mitgliedsgemeinden Mitwitz (Markt) und Schneckenlohe 2. Teuschnitz mit den Mitgliedsgemeinden Reichenbach, Teuschnitz (Stadt) und Tschirn |  |

## Gemeinden des Landkreises vor der Gebietsreform 1971/78
Vor der Gebietsreform hatte der Landkreis Kronach 96 Gemeinden (siehe Liste unten). (Die Gemeinden, die es heute noch gibt, sind fett geschrieben):

Landkreis Kronach, Gemeindegrenzenkarte von 1961

| frühere Gemeinde       | heutige Gemeinde      | heutiger Landkreis    |
| ---------------------- | --------------------- | --------------------- |
| Au                     | Küps                  | Landkreis Kronach     |
| Beikheim               | Schneckenlohe         | Landkreis Kronach     |
| Birnbaum               | Steinwiesen           | Landkreis Kronach     |
| Brauersdorf            | Pressig               | Landkreis Kronach     |
| Buchbach               | Steinbach am Wald     | Landkreis Kronach     |
| Burggrub               | Stockheim             | Landkreis Kronach     |
| Burgstall              | Mitwitz               | Landkreis Kronach     |
| Dörfles                | Kronach               | Landkreis Kronach     |
| Dürrenwaid             | Geroldsgrün           | Landkreis Hof         |
| Ebersdorf              | Ludwigsstadt          | Landkreis Kronach     |
| Effelter               | Wilhelmsthal          | Landkreis Kronach     |
| Eibenberg              | Wilhelmsthal          | Landkreis Kronach     |
| Eichenbühl             | Weißenbrunn           | Landkreis Kronach     |
| Eila                   | Pressig               | Landkreis Kronach     |
| Fischbach              | Kronach               | Landkreis Kronach     |
| Förtschendorf          | Pressig               | Landkreis Kronach     |
| Friedersdorf           | Pressig               | Landkreis Kronach     |
| Friesen                | Kronach               | Landkreis Kronach     |
| Gehülz                 | Kronach               | Landkreis Kronach     |
| Geuser                 | Wallenfels            | Landkreis Kronach     |
| Gifting                | Wilhelmsthal          | Landkreis Kronach     |
| Glosberg               | Kronach               | Landkreis Kronach     |
| Grössau                | Pressig               | Landkreis Kronach     |
| Großvichtach           | Marktrodach           | Landkreis Kronach     |
| Gundelsdorf            | Kronach               | Landkreis Kronach     |
| Haig                   | Stockheim             | Landkreis Kronach     |
| Hain                   | Küps                  | Landkreis Kronach     |
| Haßlach                | Teuschnitz            | Landkreis Kronach     |
| Haßlach bei Kronach    | Stockheim             | Landkreis Kronach     |
| Heinersberg            | Nordhalben            | Landkreis Kronach     |
| Hesselbach             | Wilhelmsthal          | Landkreis Kronach     |
| Hirschfeld             | Steinbach am Wald     | Landkreis Kronach     |
| Höfles                 | Kronach               | Landkreis Kronach     |
| Hummendorf             | Weißenbrunn           | Landkreis Kronach     |
| Johannisthal           | Küps                  | Landkreis Kronach     |
| Kaltenbrunn            | Mitwitz               | Landkreis Kronach     |
| Kehlbach               | Steinbach am Wald     | Landkreis Kronach     |
| Kleintettau            | Tettau                | Landkreis Kronach     |
| Knellendorf            | Kronach               | Landkreis Kronach     |
| Kronach                | Kronach               | Landkreis Kronach     |
| Küps                   | Küps                  | Landkreis Kronach     |
| Lahm                   | Wilhelmsthal          | Landkreis Kronach     |
| Langenau               | Tettau                | Landkreis Kronach     |
| Lauenhain              | Ludwigsstadt          | Landkreis Kronach     |
| Lauenstein             | Ludwigsstadt          | Landkreis Kronach     |
| Ludwigsstadt           | Ludwigsstadt          | Landkreis Kronach     |
| Marienroth             | Pressig               | Landkreis Kronach     |
| Mitwitz                | Mitwitz               | Landkreis Kronach     |
| Neuengrün              | Wallenfels            | Landkreis Kronach     |
| Neufang                | Steinwiesen           | Landkreis Kronach     |
| Neukenroth             | Stockheim             | Landkreis Kronach     |
| Neundorf               | Mitwitz               | Landkreis Kronach     |
| Neuses                 | Kronach               | Landkreis Kronach     |
| Nordhalben             | Nordhalben            | Landkreis Kronach     |
| Nurn                   | Steinwiesen           | Landkreis Kronach     |
| Oberlangenstadt        | Küps                  | Landkreis Kronach     |
| Oberrodach             | Marktrodach           | Landkreis Kronach     |
| Posseck in Bayern      | Pressig               | Landkreis Kronach     |
| Pressig                | Pressig               | Landkreis Kronach     |
| Rappoltengrün          | Teuschnitz            | Landkreis Kronach     |
| Reichenbach            | Reichenbach           | Landkreis Kronach     |
| Reitsch                | Stockheim             | Landkreis Kronach     |
| Reuth                  | Weißenbrunn           | Landkreis Kronach     |
| Roßlach                | Wilhelmsthal          | Landkreis Kronach     |
| Rothenkirchen          | Pressig               | Landkreis Kronach     |
| Schmölz                | Küps                  | Landkreis Kronach     |
| Schnaid                | Wallenfels            | Landkreis Kronach     |
| Schneckenlohe          | Schneckenlohe         | Landkreis Kronach     |
| Schwärzdorf            | Mitwitz               | Landkreis Kronach     |
| Seelach                | Kronach               | Landkreis Kronach     |
| Steinbach an der Haide | Ludwigsstadt          | Landkreis Kronach     |
| Steinbach am Wald      | Steinbach am Wald     | Landkreis Kronach     |
| Steinberg              | Wilhelmsthal          | Landkreis Kronach     |
| Steinwiesen            | Steinwiesen           | Landkreis Kronach     |
| Stockheim              | Stockheim             | Landkreis Kronach     |
| Tettau                 | Tettau                | Landkreis Kronach     |
| Teuschnitz             | Teuschnitz            | Landkreis Kronach     |
| Theisenort             | Küps                  | Landkreis Kronach     |
| Thonberg               | Weißenbrunn           | Landkreis Kronach     |
| Tschirn                | Tschirn               | Landkreis Kronach     |
| Tüschnitz              | Küps                  | Landkreis Kronach     |
| Unterlangenstadt       | Redwitz an der Rodach | Landkreis Lichtenfels |
| Unterrodach            | Marktrodach           | Landkreis Kronach     |
| Vogtendorf             | Kronach               | Landkreis Kronach     |
| Wallenfels             | Wallenfels            | Landkreis Kronach     |
| Weißenbrunn            | Weißenbrunn           | Landkreis Kronach     |
| Welitsch               | Pressig               | Landkreis Kronach     |
| Wickendorf             | Teuschnitz            | Landkreis Kronach     |
| Wildenberg             | Weißenbrunn           | Landkreis Kronach     |
| Wilhelmsthal           | Wilhelmsthal          | Landkreis Kronach     |
| Windheim               | Steinbach am Wald     | Landkreis Kronach     |
| Wötzelsdorf            | Kronach               | Landkreis Kronach     |
| Wolfersdorf            | Stockheim             | Landkreis Kronach     |
| Wolfersgrün            | Wallenfels            | Landkreis Kronach     |
| Zeyern                 | Marktrodach           | Landkreis Kronach     |
| Ziegelerden            | Kronach               | Landkreis Kronach     |

## Schutzgebiete
Im Landkreis Kronach gibt es 13 Naturschutzgebiete, acht Landschaftsschutzgebiete, zehn FFH-Gebiete und 50 Geotope (Stand August 2016).
Siehe auch:
- Liste der Naturschutzgebiete im Landkreis Kronach
- Liste der Landschaftsschutzgebiete im Landkreis Kronach
- Liste der FFH-Gebiete im Landkreis Kronach
- Liste der Geotope im Landkreis Kronach

Bedeutend ist der Naturwald Rodachhänge, der zu den wichtigsten Schutzgebieten von Buchenwäldern in Bayern gehört.

## Kfz-Kennzeichen
Am 1. Juli 1956 wurde dem Landkreis bei der Einführung der bis heute gültigen Kfz-Kennzeichen das Unterscheidungszeichen KC zugewiesen. Es wird durchgängig bis heute ausgegeben. Seit dem 10. Juli 2013 ist durch die Kennzeichenliberalisierung auch das Unterscheidungszeichen SAN (Stadtsteinach) erhältlich.

## Sonstiges
Im Landkreis wird überwiegend der oberfränkische Dialekt gesprochen. Im Norden an der Grenze zu Thüringen gibt es einige Orte, in denen die südostthüringische Mundart vorherrscht. Entlang der westlichen und südlichen Kreisgrenze verläuft die sogenannte Bamberger Schranke. Diese Sprachgrenze zu den mainfränkischen
Dialekten trennt das Oberfränkische vom Itzgründischen.
Der VT 612 115 der Deutschen Bahn verkehrt unter dem Namen Landkreis Kronach.